# AstraZeneca
AstraZeneca er én af verdens største medicinalvirksomheder. Virksomheden er dannet ved en fusion af svenske Astra og engelske Zeneca og omsatte i 2006 for ca. 145 mia. DKK.
Virksomheden har ca. 67.000 ansatte i følgende lande: Sverige 21%, USA 20%, Storbritannien 18% og resten af verden 41%. AstraZeneca fremstiller medicin mod cancer, hjertesygdomme, mavesår, infektioner, neurologiske sygdomme og astma.

## Opkøb og fusioner
Nedenfor en illustration af selskabets væsentligste opkøb og fusioner og historiske rødder:
- AstraZeneca
  - AstraZeneca (Fusioneret 1999)
    - Astra AB (Grundlagt 1913)
      - Tika (Opkøbt 1939)

    - Zeneca (fra Imperial Chemical Industries, 1993)
      - Salick Health Care (Opkøbt 1996)
      - Ishihara Sangyo Kaisha (am. svampepesticid-firma, Opkøbt 1997)

  - KuDOS Pharmaceuticals (Opkøbt 2005)
  - MedImmune Biologics
    - Cambridge Antibody Technology (Opkøbt 2006)
      - Aptein Inc (Opkøbt 1998)

    - MedImmune (Opkøbt 2007)
      - Definiens[2] (Opkøbt 2014)

  - Arrow Therapeutics (Opkøbt 2007)
  - Novexel Corp (Opkøbt 2010)
  - Guangdong BeiKang Pharmaceutical Company (Opkøbt 2011)
  - Ardea Biosciences (Opkøbt 2012)
  - Amylin Pharmaceuticals (Opkøbt 2012 sammen med Bristol Myers Squibb )
  - Spirogen (Opkøbt 2013)
  - Pearl Therapeutics[3] (Opkøbt 2013)
  - Omthera Pharmaceuticals[4] (Opkøbt 2013)
  - ZS Pharma (Opkøbt 2015)

## Vaccine mod COVID-19
Den 30. december 2020 blev det offentliggjort, at en vaccine mod COVID-19 udviklet af forskere fra Oxford University var blevet godkendt af den britiske sundhedsstyrelsen MRHA til brug i UK. Vaccinen er efterfølgende godkendt til brug i EU.
AstraZeneca-vaccinen skal gives i to doser for at komme over 90% effekt,[kilde mangler] men kan opbevares ved almindelig køleskabstemperatur.[kilde mangler].